# Antonio López Aguado

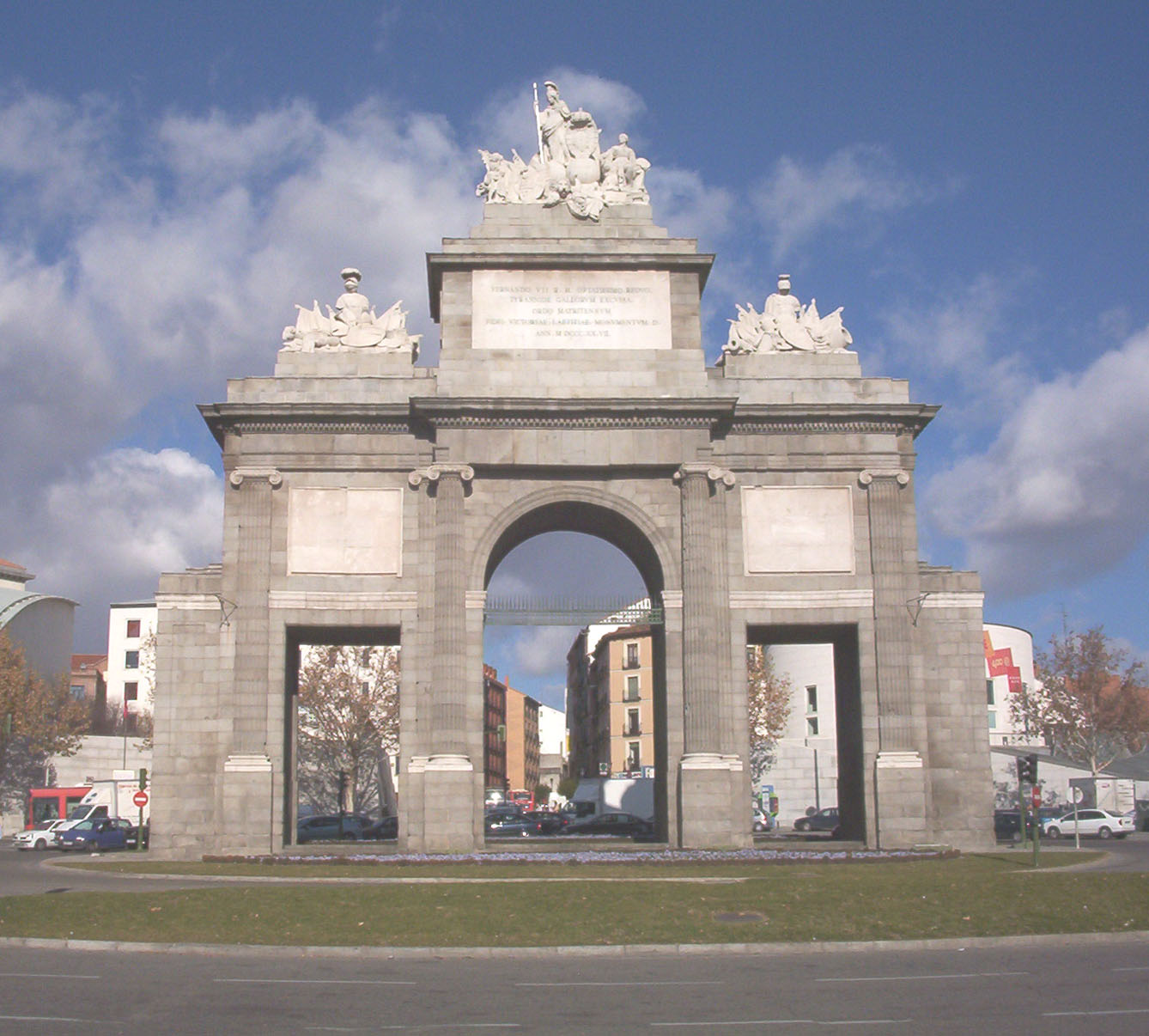
Fachada da Puerta de Toledo.

Antonio López Aguado (1764 — 1831) foi um arquitecto neoclássico espanhol.